# Henryk Dembiński
Henryk Dembiński (16. ledna 1791 Strzałkow – 13. června 1864 Paříž) byl polský generál, účastník Napoleonova ruského tažení, listopadového povstání a maďarské revoluce, cestovatel a inženýr.

## Život
Syn krakovského korouhevníka Ignace Dembińského a Marianny Moszyńské – dcery hrabat Moszyńských. První roky svého života strávil ve vesnici Góry na statku svého dědečka. Když jeho rodiče koupili vesnici Sędziejowice, žil s nimi v prostorném domě.
Byl poslán na vojenskou strojírenskou školu ve Vídni. V roce 1809 nepřijal důstojnickou hodnost rakouské armády a nastoupil jako soukromý člen armády varšavského vévodství. V roce 1812 byl povýšen na poručíka a poté během bitvy u Smolenska do hodnosti kapitána. V roce 1825 byl členem Seymu polského království. Krátce žil ve Witkowicích u Ropczyc.
Zúčastnil se listopadového povstání, kde se vyznamenal zejména při expedici do Litvy. V srpnu 1831 byl jmenován generálmajorem a krátce sloužil jako vrchní velitel. Od 9. srpna do 12. srpna 1831 byl varšavským vojenským velitelem. Zúčastnil se také bitev u Dębe Wielkiho a Ostrołęky. Po skončení povstání emigroval do Francie, kde byl spojen se skupinou okolo Adama Czartoryského. Byl členem orgánů Unie národní jednoty.
V maďarském povstání v roce 1849 velel maďarské severní armádě, poté byl jmenován do funkce náčelníka štábu a vrchního velitele maďarské armády. Jelikož jeho kandidatura vzbudila závist u některých maďarských vůdců (zejména Artúra Görgeyho), po neúspěchu v Kápolně rezignoval na tento post. Po další porážce maďarské armády v Temešváru a rezignaci Lajose Kossutha odešel do Turecka a připojil se k armádě osmanského sultána Abdülmecida I.
V roce 1850 se vrátil do Paříže, kde zemřel. Pohřben je na hřbitově v Montmorency.